# Rodzina w spadku
Rodzina w spadku (niem. Die geerbte Familie) – niemiecki film komediowy z 2011 roku.

## Treść
Młoda dziennikarka, Isabelle Tanner dowiaduje się, że jej ojciec wcale nie umarł przed laty, jak sądziła. Dopiero teraz zginął w wypadku i zostawił spadek oraz rodzeństwo Melissę i Paula.

## Główne role[1]
- Denise Zich - Isabelle Tanner
- Hendrik Duryn - Daniel
- Eleonore Weisgerber
- Günther Schramm
- Gerlinde Locker
- Marc Schulze - Tanner
- Nico Liersch - Paul
- Ellen Schulz - Pani Baumann
- Anna Bertheau - Tina Kölzer
- Hanna Höppner - Melissa
- Oscar U. Ehrlich - Michael Berger